# Европейски път Е40
Европейският път E40 е най-дългият европейски път с дължина повече от 8000 километра.
Свързва Кале във Франция през Белгия, Германия, Полша, Украйна, Русия, Туркменистан, Узбекистан, Киргизстан с Ридер в Казахстан близо до границата с Русия и Китай.